# Berény (település)
Berény (románul: Beriu, németül: Lammdorf vagy Bärend) falu Romániában, Hunyad megyében.

## Fekvése
Szászvárostól nyolc kilométerre délre, a Szászvárosvíz partján fekszik.

## Nevének eredete
Neve a Kárpát-medencében többfelé, elszórtan előforduló török eredetű, talán kabar törzsnévből ered. Először 1332-ben Byrni és Beren, 1334-ben Beryn néven említették.

## Története
A középkorban szászvárosszéki szász falu volt, 1334-ben iskolamesterrel. A 19. században még látható volt egykori,  román stílusú plébániatemplomának tornya. Lakossága a 15. században egy török betörés áldozatául esett. 1539-től román népességű.
A 18. század közepétől az Orláti Határőrezredhez tartozott, huszárkaszárnyát és katonai istállókat helyeztek el benne. A század második felében több templomfestő is dolgozott itt. 1775-ben 207 adózó családját írták össze.
A 19. században legjelentősebb birtokosa a kincstár volt. 1876-ban a megszüntetett Szászvárosszékkel Hunyad vármegye Szászvárosi járásához csatolták.

## Népessége
- 1910-ben 741 román anyanyelvű lakosából 710 volt ortodox és 31 görögkatolikus vallású.
- 2002-ben 641 lakosából 637 volt román nemzetiségű; 611 ortodox és 26 pünkösdista vallású.